# Terremoto di Norcia del 1979
Il terremoto di Norcia del 1979 è stato un evento sismico verificatosi nel 1979 a Norcia e nella Valnerina.

## Precedenti
La Valnerina era già stata caratterizzata da terremoti catastrofici nei secoli precedenti. Uno degli eventi sismici più noti agli storici fu il terremoto del 4 dicembre 1328 che fece registrare una magnitudo momento di 6.4 ed un'intensità pari al X grado della scala Mercalli, distruggendo quasi interamente Norcia, Montesanto e Preci e causando oltre 2 000 vittime.
L'evento maggiore registrato nell'area fu comunque la sequenza sismica nota come il «Grande Terremoto» del 1703; in quest'occasione, si registrò un primo terremoto il 14 gennaio 1703 ― con epicentro al confine con l'Abruzzo Ultra ― e che ebbe una magnitudo momento di 6.8 causando devastazioni pari al XI grado della scala Mercalli, seguito poi da un ulteriore sisma il 2 febbraio ― con epicentro nell'aquilano ― avente una magnitudo momento di 6.7. La sequenza causò complessivamente quasi 10 000 morti, di cui almeno 1 400 nel contado norcino.
Più recentemente, un terremoto di minore intensità, avente una magnitudo momento di 5.2, aveva già colpito la Valnerina il 2 dicembre 1974, causando a Norcia la temporanea inagibilità della chiesa di Santa Caterina.

## Eventi sismici
Il sisma si verificò il 19 settembre 1979 in tarda serata, alle ore 23:36, e fece registrare una magnitudo momento di 5.8 ed un'intensità stimata tra l'VIII e il IX grado della scala Mercalli. Ebbe epicentro nei pressi di Maltignano di Cascia, circa 8 km a sud di Norcia, con propagazione sull'asse nord-sud. Forti repliche si verificarono poco dopo l'evento principale, alle ore 23:41, 23:46 e 23:51.
L'area più colpita risultò essere la Valnerina ― al confine tra Umbria, Lazio e Marche, sul versante occidentale dei monti Sibillini ― ed in particolare i piccoli borghi montani di Castel Santa Maria, Chiavano, Civita di Cascia e San Marco di Norcia in provincia di Perugia e Trimezzo di Cittareale in provincia di Rieti. Il sisma causò cinque vittime, di cui tre a Chiavano e due a San Marco, un centinaio di feriti e circa 1 500 sfollati.

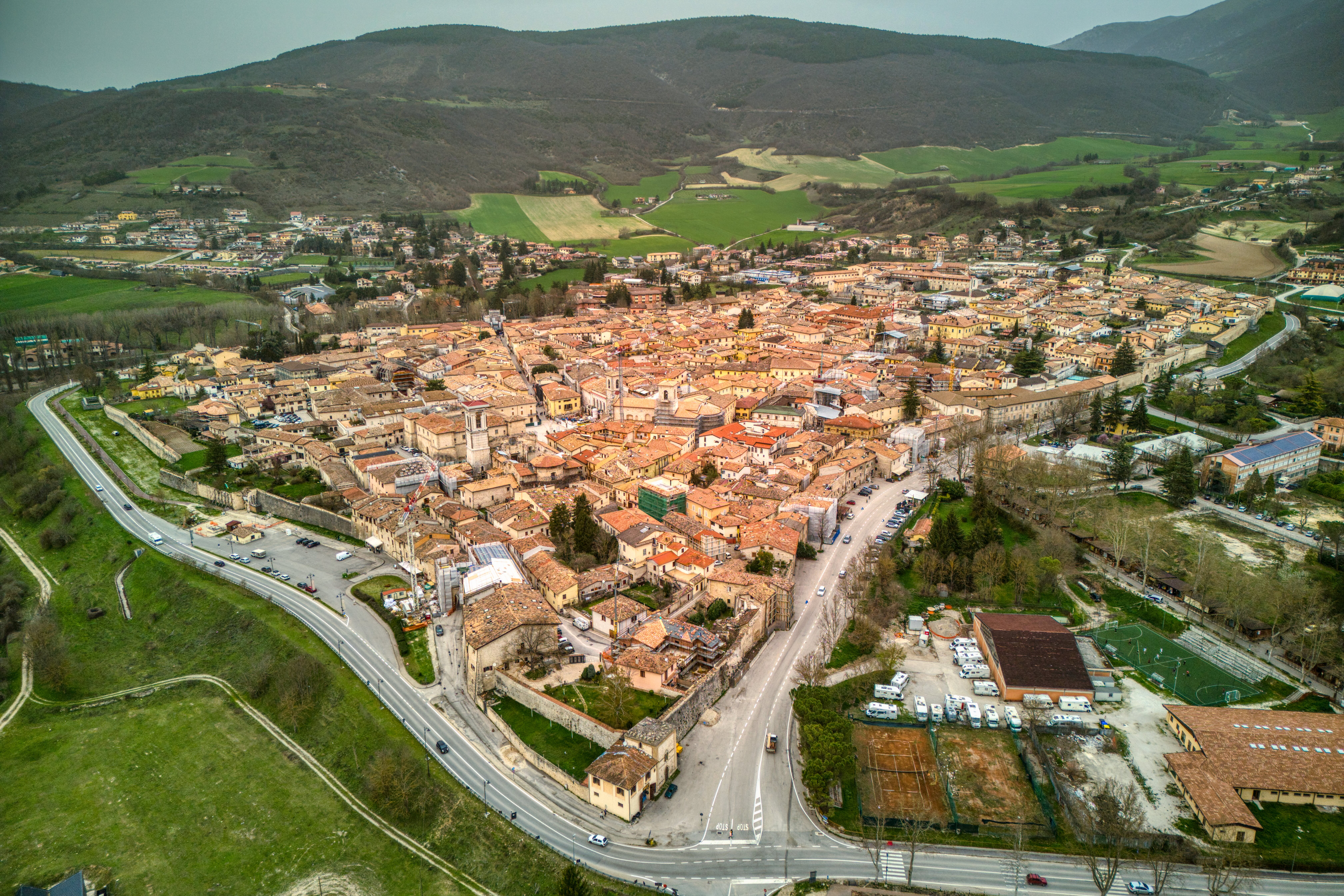
Veduta di Norcia, che risultò essere la città più colpita dal sisma del 1979.

A Norcia crollarono diverse abitazioni e parte delle mura urbiche in corrispondenza del torrione e della porta di Santa Lucia; si verificarono danni gravi alle restanti porte cittadine, nonché alla quasi totalità di palazzi storici ed edifici religiosi. La basilica di San Benedetto e l'adiacente palazzo Vescovile risultarono gravemente lesionati, rimanendo inagibili per diversi mesi e venendo riaperti solo in occasione della visita di papa Giovanni Paolo II, il 23 marzo 1980. Gravemente lesionati risultarono anche i pilastri della navata della cattedrale di Santa Maria Argentea e le volte dell'annessa sagrestia. Il terremoto causò danni alla Castellina e al palazzo Comunale, con gli uffici del municipio che furono temporaneamente trasferiti in alcuni prefabbricati allocati fuori porta San Giovanni.
Fuori città, il bramantesco santuario della Madonna della Neve rimase completamente distrutto, mentre subirono crolli parziali le chiese della Madonna di Cascia, di Santa Scolastica e l'ex convento dell'Annunziata. Gravi danni furono registrati a Cascia, Cerreto di Spoleto, Poggiodomo e Preci.
Nel Lazio risultarono gravemente colpite i territori di Cittareale e Leonessa; danni diffusi vi furono anche ad Amatrice, Accumoli e Cittaducale. A Rieti la chiesa di San Domenico, la chiesa di San Pietro Apostolo e la cinta muraria subirono crolli parziali; nel capoluogo sabino vi fu inoltre una vittima indiretta: un uomo, terrorizzato dalla scossa, scappò in strada finendo investito da un automobilista. Lievi danni si verificarono, infine, in alcuni comuni di Abruzzo e Marche.
Il terremoto fu avvertito sensibilmente in tutta l'Italia centrale, da Firenze a Roma, dove causò scene di panico. Un episodio curioso si verificò invece a Perugia, dove gli elefanti del circo Orfei mostrarono segni d'inquietudine già un'ora prima del terremoto, per poi rompere le catene all'inizio della scossa e fuggire in città.
L'evento fu oggetto di un approfondito studio macrosismico, guidato dal professore Paolo Favali, che consentì anche di rilevare tipologia e quantità dei danni nell'intera area, ed in particolare in alcuni comuni del circondario norcino.

## Gestione dell'emergenza
Anche in virtù delle caratteristiche montane dell'area colpita, lontana dalle principali vie di comunicazione, i soccorsi non furono immediati e la popolazione locale rimase alcuni giorni priva degli aiuti necessari. La situazione critica provocò vibranti protesta a Cascia dove, il 21 settembre, in occasione di una delle numerose repliche del sisma, si registrò anche il decesso per infarto di una donna.

## Ricostruzione
Terminata la fase d'emergenza, risultarono danneggiati oltre 5 000 edifici in tutta la Valnerina; di questi, alcuni erano già interamente crollati ed altri 600 furono giudicati da demolire.
L'opera di ricostruzione cominciò già l'anno seguente al sisma ed andò avanti per tutti gli anni Ottanta e Novanta del XX secolo, sebbene macchiata da violenti polemiche politiche ed alcuni episodi di corruzione e clientelismo. Gli interventi eseguiti hanno permesso al comprensorio norcino di resistere, meglio dei territori confinanti, al terremoto di Umbria e Marche del 1997 e al terremoto del Centro Italia del 2016 e del 2017. Le ultime pratiche legate alla ricostruzione post-1979 sono state chiuse nel 2016, a 36 anni dal sisma.